# Angelo Brelich
Angelo Brelich (Budapest, 1913. június 20. – Róma, 1977. október 1.) világhírű magyar származású olasz vallástörténész, ókortörténész, egyetemi tanár, a római vallás egyik legnagyobb 20. századi kutatója, Mario Brelich öccse.

## Életrajza
Olasz édesapa és magyar édesanya gyermekeként született. Budapesten és Pécsett tanult, 1936-ban szüleivel Olaszországba költözött. A második világháború során az olasz hadsereg antifasiszta tisztje volt, a német megszállók Szalonikiben fogták el és Németországba akarták szállítani, azonban Gyékényesnél megszökött. Budapestre ment, itt internálták, a magyar hatóságok egyúttal szabad mozgást is biztosították számára. 1944. március 19-én a Gestapo fogságába került, koncentrációs táborba vitték.
1945 után a római egyetemen tanított vallástörténetet. Kerényi Károly és Alföldi András hatottak tudományos munkásságára. Doktori disszertációja A triumphator címmel magyar nyelven jelent meg (Pécs, 1937), ezután azonban már olasz nyelven publikált. Lefordította magyarra Csuang-ce vallásbölcseleti művét, mely Budapesten jelent meg 1944-ben.

## Művei, magyarul
- Az ókori latin sírfeliratok világnézeti háttere (Pécs, 1936)
- A halál szemléletformái a Római Birodalom sírfeliratain (Bp., 1937, olaszul: 1964)
- A triumphator; Kultúra Ny., Pécs, 1937 (Specimina dissertationum Facultatis Philosophicae Regiae Hungaricae Universitatis Elisabethinae Quinqueecclesiensis)
- Antik vallás és klasszikus költészet (Pécs, 1938)
- Csuang Ce bölcsessége; összeáll., jegyz., tan. Brelich Angelo; ABC, Bp., 1944
- Gli eroi greci. Un problema storico-religioso (Róma, 1958)
- Introduzione alla storia delle religioni (Róma, 1966)
- Presupporti del sacrificio umano (Róma, 1966-1967)
- Storia delle religioni, pesche? (Nápoly, 1979)
- Tre variazioni romane sul tema delle origini (2. kiad., Róma, 1976)
- Római variációk az eredet témájára; ford., utószó Nagy Andrea; Gondolat, Bp., 2008 (Electa)
- Kerényi Károly–Angelo Brelich: Az elysioni aszfodéloszok közt. Levelezés 1935–1959; szerk. Valerio Severino, Nagy Andrea, Varsányi Orsolya, ford. Nagy Andrea, Polgár Zsuzsanna; L'Harmattan, Bp., 2020